# Istok (gmina)
Istok (serb. Исток, alb. Istogut) – gmina w Kosowie, w regionie Peć. Jej siedzibą jest miasto Istok.

## Demografia
W 2011 roku gmina liczyła 39 289 mieszkańców. Większość z nich stanowili etniczni Albańczycy – 92%. Wymieniało się następujące grupy narodowościowe i etniczne:
1. Albańczycy (36 154)
2. Egipcjanie Bałkańscy (1544)
3. Boszniacy (1142)
4. Serbowie (194)
5. Ashkali (111)
6. Romowie (39)
7. Turcy (10)

## Polityka
W wyborach lokalnych przeprowadzonych w 2017 roku kandydaci Demokratycznej Ligi Kosowa uzyskali 11 z 27 mandatów w radzie gminy. Frekwencja wyniosła 41,4%. Burmistrzem został Haki Rugova.